# Don Gibson
Don Gibson, född 3 april 1928 i Shelby, North Carolina, död 17 november 2003 i Nashville, Tennessee, var en amerikansk countrymusiker och låtskrivare.
Don Gibson har bland annat gjort countrylåtar som "I Can't Stop Loving You", "Oh, Lonesome Me", "Don't Tell Me Your Troubles" och "Sea of Heartbreak".

## Diskografi (urval)
Soloalbum
- 1958 – Songs by Don Gibson
- 1958 – Oh Lonesome Me
- 1959 – No One Stands Alone
- 1959 – That Gibson Boy
- 1960 – Look Who's Blue
- 1960 – Sweet Dreams
- 1961 – Girls, Guitars and Gibson
- 1962 – Some Favorites of Mine
- 1964 – I Wrote a Song
- 1964 – God Walks These Hills
- 1965 – A Blue Million Tears
- 1965 – The Best of Don Gibson
- 1965 – Too Much Hurt
- 1966 – Don Gibson with Spanish Guitars
- 1966 – Great Country Songs
- 1967 – All My Love
- 1968 – The King of Country Soul
- 1968 – More Country Soul
- 1969 – Dottie and Don (med Dottie West)
- 1969 – Don Gibson Sings All-Time Country Gold
- 1970 – The Best of Don Gibson
- 1970 – Hits, The Don Gibson Way
- 1970 – A Perfect Mountain
- 1971 – Hank Williams as Sung by Don Gibson
- 1971 – Country Green
- 1972 – Woman (Sensuous Woman)
- 1972 – The Two of Us Together (med Sue Thompson)
- 1973 – Touch the Morning / That's What I'll Do
- 1974 – Snap Your Fingers
- 1974 – The Very Best of Don Gibson
- 1974 – Bring Back Your Love to Me
- 1975 – I'm the Loneliest Man
- 1975 – Oh, How Love Changes (med Sue Thompson)
- 1975 – Don't Stop Loving Me
- 1977 – I'm All Wrapped Up in You
- 1977 – If You Ever Get to Houston
- 1978 – Starting All Over Again
- 1978 – Look Who's Blue

Singlar (topp 10 på Hot Country Songs)
- 1956 – "Sweet Dreams" (# 9)
- 1958 – "Oh Lonesome Me" (# 1)
- 1958 – "I Can't Stop Loving You" (# 7)
- 1958 – "Blue Blue Day" (# 1)
- 1958 – "Give Myself a Party" (# 5)
- 1958 – "Look Who's Blue" (# 8)
- 1959 – "Who Cares" (# 3)
- 1959 – "Don't Tell Me Your Troubles" (# 5)
- 1960 – "Just One Time" (# 2)
- 1961 – "Sea of Heartbreak" (# 2)
- 1961 – "Lonesome Number One" (# 2)
- 1962 – "I Can Mend Your Broken Heart" (# 5)
- 1965 – "Watch Where You're Going" (# 10)
- 1966 – "(Yes) I'm Hurting" ( #6)
- 1966 – "Funny, Familiar, Forgotten, Feelings" (# 8)
- 1969 – "There's a Story (Goin' 'Round)" (med Dottie West) (# 7)
- 1969 – "Rings of Gold" (med Dottie West) (# 2)
- 1971 – "Country Green" (# 5)
- 1972 – "Woman (Sensuous Woman)" (# 1)
- 1973 – "Touch the Morning" (# 6)
- 1974 – "One Day at a Time" (# 8)
- 1974 – "Bring Back Your Love to Me" (# 9)